# Whistling Dick's Christmas Stocking
Whistling Dick's Christmas Stocking est un film américain réalisé par George Ridgwell, sorti en 1917.

## Fiche technique
- Titre original : Whistling Dick's Christmas Stocking
- Réalisation : George Ridgwell
- Scénario : William Addison Lathrop, d'après la nouvelle homonyme de O. Henry
- Société de production : Vitagraph Company of America
- Société de distribution : General Film Company
- Pays d’origine :  États-Unis
- Langue originale : anglais
- Format : noir et blanc — 35 mm — 1,37:1 — Film muet
- Genre : Comédie dramatique
- Durée : 2 bobines (600 m)
- Dates de sortie :
  - États-Unis :décembre 1917

## Distribution
- George Cooper : "Whistling" Dick (Richard le siffleur)
- Adele DeGarde